# Orthotrichum revolutum
Orthotrichum revolutum är en bladmossart som beskrevs av C. Müller 1897. Orthotrichum revolutum ingår i släktet hättemossor, och familjen Orthotrichaceae. Inga underarter finns listade i Catalogue of Life.